# Laporte (Kolorado)
Laporte – jednostka osadnicza w Stanach Zjednoczonych, w stanie Kolorado, w hrabstwie Larimer.